# 道の駅天空の郷さんさん
道の駅 天空の郷さんさん（みちのえき てんくうのさとさんさん）は、愛媛県上浮穴郡久万高原町にある国道33号の道の駅である。
名称は、公募を行い選考委員会で決定された。「天空の郷」は平均標高が800mに位置する久万高原町にふさわしい雄大な自然をイメージさせること、「さんさん」は降り注ぐ太陽（サン）や山（さん）の恵みをイメージできるうえに国道33（さんさん）号沿いにあるという意味もこめて決められている。

## 主な施設
- 駐車場
  - 普通車：51台
  - 大型車：5台
  - 身障者用：2台
  - 二輪車：5台
- トイレ（いずれも24時間利用可能）
  - 男：7器
  - 女：5器
  - 身障者用：1器
- 公衆電話
- 天空の郷レストランさんさん ※営業時間は、11:00 - 14:30 14:00- 17:00
- 農産物直売所：物産館さんさん※営業時間は、9:00 - 17:00
- パン工房※営業時間は、9:00 - 17:00
- 防災センター

## 休館日
1月1日

## アクセス
- 国道33号 - 登録路線
  - 愛媛県道12号西条久万線

## 周辺
- 久万高原町立久万美術館